# Batalla de Awa
La Batalla de Awa (阿波沖海戦, Awa oki kaisen?) tuvo lugar el 28 de enero de 1868 durante la guerra Boshin en la bahía de Awa, cerca de Osaka, Japón. Se enfrentaron barcos del shogunato Tokugawa y del dominio de Satsuma (leales a la corte imperial en Kioto). Este enfrentamiento constituyó la segunda batalla naval de la historia de Japón entre buques modernos (la primera fue la batalla del estrecho de Shimonoseki, en 1863). Enomoto Takeaki condujo a la flota del shogunato a la victoria en Awa, en uno de los pocos éxitos de los Tokugawa durante la guerra Boshin, un día después del inicio de la batalla de Toba-Fushimi (que terminó con la victoria de las fuerzas imperiales).

## Desarrollo del combate
El dominio de Satsuma estaba preparándose para hacer volver sus tropas a Kagoshima a bordo de dos transportes, el Hoho Maru (翔凰丸?) y el Heiun Maru (平運丸?), protegidos por el buque de guerra Kasuga, fondeados en la bahía de Hyōgo. Cerca de ellos se encontraba la armada del shogunato, dirigida por Enomoto Takeaki, que contaba como buque principal con la fragata Kaiyō Maru y que había estado prestando apoyo naval durante la batalla de Toba-Fushimi. La flota de Enomoto se desplazó para bloquear la retirada de los buques de Satsuma.
Los barcos de Satsuma zarparon de la bahía de Hyōgo la mañana del 28 de enero temprano. el Heiun Maru cruzó el estrecho de Akashi, mientras que el Kasuga se dirigió hacia el sur con el Hoho Maru a través del estrecho de Kitán. El Kaiyō Maru los persiguió y se preparó para el combate. El Kaiyō Maru disparó unas 25 veces a una distancia de entre 1,200 y 2,500 metros contra los buques de Satsuma, los cuales respondieron disparando 18 veces. Durante el enfrentamiento ninguno de los contendientes sufrió daños significativos, pero la llegada de más buques del shogunato (el Banryū y el Hazuru), hicieron que el Kasuga, gracias a su mayor velocidad, rompiera el contacto y huyera a Kagoshima. El Hoho Maru, incapaz de huir, embarrancó en Yuki-ura y fue destruido por su tripulación. Mientras miraba al Hoho Maru en llamas, Enomoto elogió la resistencia presentada por sus enemigos: "Aunque sean enemigos, ha sido admirable".
El futuro almirante de la Armada Imperial Japonesa, Tōgō Heihachirō, combatió como artillero a bordo del Kasuga durante la batalla.